# Экстра М (газета)
«Экстра М» — бесплатная еженедельная рекламная газета, распространяемая по почтовым ящикам жителей Москвы и Зеленограда, основана Аттилой Фюзеши и Александром Каверзневым. Ближайший конкурент — газета «Центр Плюс».
Газета издаётся издательским домом «Экстра М Медиа», входившим с августа 2006 года в медиагруппу «Медиа3», управляющую медиаактивами группы «Промсвязькапитал». Выходит с 5 декабря 1992 года.

## Специализация газеты
Газета является лидером рынка печатной рекламы (по тиражу), в конце 1990-х являлась одной из самых читаемых в Москве среди рекламных. Еженедельно свою рекламу в газете размещают более 1,5 тыс. рекламодателей. Также используется формат «газета в газете»: публикуются торговые каталоги таких компаний, как «Техносила», «Седьмой континент», «Шатура-мебель», «Детский мир», «Стартмастер», «Перекрёсток», Finn Flare и др. Идея создания такого издания в России возникла у одного из основателей во время посещения Будапешта, где его внимание привлекла местная рекламная газета под названием «Экстра». По её образцу российское издание и создавалось.
Охват аудитории газеты — свыше 90 % всех московских квартир и Зеленограда. Издание выходит в девяти выпусках: Север, Юг, Запад, Восток, Северо-Запад, Юго-Запад, Северо-Восток, Юго-Восток и Зеленоград и распространяется бесплатно по почтовым ящикам жилых домов Москвы и Зеленограда. В ноябре 2005 года газета провела программу оптимизации распространения. Газета доставляется дополнительно более чем в 3 тыс. домов. «Экстра М» располагает собственной службой распространения «Экстра-Курьер».
В 1997—1998 годах газета «Экстра М» состояла из 128 полос, большее количество было невозможно напечатать по техническим причинам. В 1994—1998 годах приложением к газете была цветная телепрограмма на неделю с подробным описанием фильмов и передач, с 21 сентября 1998 года в рамках антикризисной оптимизации телепрограмма стала выходить в сильно упрощенном виде, в отдельные годы — ещё и с меньшим количеством представленных телеканалов. В конце 1990-х годов и начале 2000-х годов газета состояла из 32 полос. К 2009 году газета поредела до 12—20 полос, 3—5 из которых занимают редакционные материалы (аналитика, интервью, новости), остальное заполнено рекламой.
В 2012 году начала выходить новая, почти нерекламная версия газеты, в которой количество редакционных материалов увеличилось вдвое, рекламы стало меньше, телепрограмма увеличилась до 16-18 каналов. Такая версия выходила сначала по понедельникам (и называлась «Экстра-М. Понедельник») до декабря 2012 года, с декабря 2012 года стала выходить по средам, формат телепрограммы увеличился максимум до 28 каналов, также изменился слоган («Модные места, события, люди»). Старая версия газеты (рекламная) по-прежнему выходит в Москве и Зеленограде, новая «Экстра М» распространяется в торговых сетях, в частности, в сети «Перекрёсток».
В конце 1990-х годов тираж печатался в типографии Lehtikanta Oy, город Коувола, Финляндия.
В 2004 году холдинг запустил крупнейшую в стране газетную типографию на Новорижском шоссе в Красногорске, в которой до 2019 года печатались важнейшие федеральные издания: "Коммерсантъ", "Известия", "Московский комсомолец", "Аргументы и Факты", "Советский спорт" и т.д.